# Tot Costa
Tot Costa, és un programa radiofònic en emissió a Catalunya Ràdio de dilluns a divendres, de 19 a 21 h, presentat i dirigit per Jordi Costa i Sònia Gelmà. En aquest programa d'actualitat esportiva, que va per a la novena temporada, s'analitzen les novetats del món de l'esport en profunditat, principalment del futbol o el bàsquet, amb un to informal. És el programa de ràdio esportiu diari més escoltat a Catalunya amb 110.000 oients, segons l'EGM d'abril 2024 , a part dels 78.000 espectadors que veuen el programa diari de 19 a 20h al canal Esport 3.
El programa, de dues hores de durada, compta amb diferents seccions, com per exemple "Torquelab", amb Ricard Torraquemada, una secció futbolística, o "La Champions, güey" amb Marc Crosas, una secció dedicada exclusivament a la Lliga de Campions de la UEFA. A banda de seccions dedicades al futbol, el programa compta també amb seccions d'altres esports, com "Coast to Coast" amb Jordi Colomé, dedicada a l'NBA, o "Trias&Roll" amb Jordi Trias , Xavi Ballesteros, Ernest Macià i Laura Antoja com a nova incorporació, dedicada al bàsquet nacional. En últim lloc, en la secció "Ull de Falcó" Àlex Corretja parla de l'actualitat del món del tennis.